# Small interfering RNA

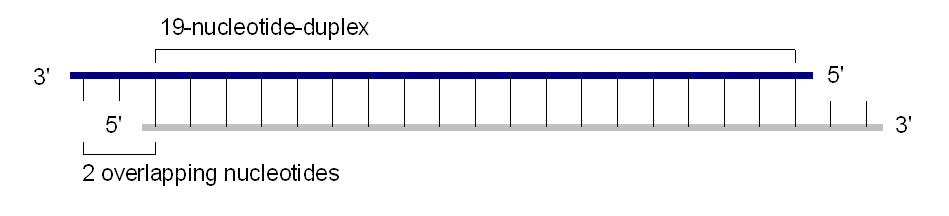
Bouw van het siRNA

Small interfering RNA (= klein interfererend RNA) of siRNA bestaat uit 20 tot 25 nucleotiden lang RNA dat de expressie van genen beïnvloedt. SiRNA's worden aangemaakt door het Dicer-enzym tijdens de RNA-interferentiecyclus. Ze kunnen ook door onderzoekers van buiten in de celkern gebracht worden voor het uitschakelen van een gen.
Bij planten voorkomt het siRNA de vermenigvuldiging van virus-RNA, waarbij het mechanisme sterk lijkt op dat van het miRNA.
Een siRNA bestaat uit een meestal 21 nucleotide lang dubbelstrengs-RNA met aan de 3'-kanten een uitstekend stukje van twee nucleotiden. Het 5'-uiteinde van elke streng is gefosforyleerd, terwijl de 3'-uiteinden vrije hydroxylgroepen dragen.
Het inbrengen van siRNA in de celkern (transfectie) stuit op problemen, omdat het snel uit elkaar valt en de dubbelstrengsstructuur niet makkelijk permanent gehandhaafd kan worden. Daarom wordt het siRNA zodanig veranderd dat het afgelezen kan worden door bijvoorbeeld een plasmide. Hiervoor wordt een lus tussen de twee strengen aangebracht, waardoor het enkelstrengsgedeelte in de lus afgelezen kan worden. Hierbij wordt gebruikgemaakt van een RNA-polymerase III-promotor. Ook kan het in de cel gebracht worden met behulp van een virusinfectie. Het virusgenoom bevat dan de sequentie van een short hairpin RNA (shRNA) in zijn genoom. Na infectie wordt het viraal RNA ingebouwd in het genoom van de cel, waardoor de cel de short hairpin produceert. Na verwerking in de cel ontstaat siRNA.